# 3037 Alku
3037 Alku (1944 BA) là một tiểu hành tinh vành đai chính được phát hiện ngày 17 tháng 1 năm 1944 bởi Vaisala, Y. ở Turku.